# Consentement (philosophie)
Pour les articles homonymes, voir Consentement.
Le consentement est un concept de philosophie morale.

## Antiquité
La notion apparaît dans le stoïcisme, mouvement dans lequel elle « se voit attribuer une définition précise comme acte d’acceptation dirigé à l’endroit de quelque chose qui nous dépasse, contre quoi on ne peut rien, mais que l’on fait paradoxalement sien en acquiesçant à sa présence ». Nathalie Sarthou-Lajus indique ainsi que selon la morale stoïcienne, « le sage apprend à accepter avec un amour égal, sans faire de différence, ce qui ne dépend pas de sa volonté. C’est le sens du consentement stoïcien au destin qui exige que les événements extérieurs à sa volonté soient replacés dans la perspective d’un ordre universel ».

## Conceptions du consentement à l'autorité par des penseurs modernes
En philosophie morale contemporaine, les conceptions du consentement varient selon la conception que les philosophes se font de l'autorité. L'autorité peut notamment être envisagée comme une puissance morale (Sophie Jankélévitch), comme un rapport de force politique (Richard Sennett) ou comme une relation symbolique impliquant le langage (Pierre Bourdieu). 

### Sophie Jankélévitch: l'autorité comme puissance morale
Selon Sophie Jankélévitch (2009). « Très tôt, la société nous apprend à ne pas résister. À nous soumettre aux normes qu’elle nous impose. Ainsi Durkheim, pour qui la contrainte est le fait social par excellence, voit dans la discipline et dans l’éducation morale la meilleure manière d’assurer l’harmonie collective. Certes. Mais c’est faire bon marché des conflits de pouvoir. Et c’est considérer surtout que les finalités d’une société sont celles de chacune des parties qui la composent. Rien de moins sûr… ».
Jankélévitch s’inspire de la sociologie durkheimienne pour montrer que la soumission à des normes sociales  dépend de notre volonté de faire partie de la collectivité. Durkheim a parlé de l’autorité avec le langage typique de la morale. Pour lui, avoir de l’autorité sur quelqu’un, c’est être capable de susciter l’admiration sur le plan moral. L’autorité, c’est avant tout une autorité de type charismatique. « Par autorité, écrit Durkheim, il faut entendre l’ascendant qu’exerce sur nous toute puissance morale que nous reconnaissons comme supérieure à nous ». 

### Richard Sennett: l'autorité comme rapport de forces politiques
Dans l'ouvrage Autorité de Richard Sennett, il est question de l’évolution des méthodes de contrôle social depuis l’époque de la révolution industrielle. Dans les périodes plus reculées de l’histoire de l’humanité, comme le Moyen Âge ou l’Antiquité, on avait souvent recours à la force physique afin d’imposer son autorité. Mais depuis le XIXe siècle, l’autorité prend des formes de plus en plus subtiles afin de pouvoir exercer une influence sur des sujets modernes et émancipés. « Cet employeur s’abstient d’utiliser le droit qu’il a de se faire obéir ; il va même jusqu’à déclarer qu’il ne saurait quels ordres donner à ses subordonnés » 
Le paternalisme des patrons illustre cette nouvelle attitude. Plutôt que de critiquer directement leurs employés, selon Sennett les patrons modernes préfèrent susciter des émotions fortes comme « la honte »  ou le respect, afin de faire naître un réflexe d’obéissance.  Sennett affirme que des facteurs purement sociologiques peuvent créer des situations où il existe des rapports d’autorité entre individus. Il donne l’exemple des « professions les plus respectées […] : la médecine, les professions juridiques et la recherche scientifique » .
Pour Sennett, cela montre que le consentement et les rapports d’autorité peuvent se comprendre sous des rapports de force politique.

### Pierre Bourdieu: l'autorité comme relation symbolique impliquant le langage
Selon le philosophe britannique J.L. Austin, cité par Bourdieu dans son ouvrage Ce que parler veut dire, il faut regarder du côté du langage pour comprendre la véritable nature de l’autorité. Austin  affirme que le langage agit « comme un objet autonome » , dans lequel on peut trouver « le principe de la logique et l’efficacité du langage d’institution ». Toutefois, Bourdieu critique la thèse d’Austin. Bourdieu affirme que «l’efficacité symbolique des mots ne s’exerce jamais que dans la mesure où celui qui la subit reconnaît celui qui l’exerce comme fondé ou, ce qui revient au même, s’oublie et s’ignore, en s’y soumettant, comme ayant contribué, par la reconnaissance qu’il lui accorde, à la fonder » 
Pour Bourdieu, l'autorité ne s'impose pas toujours contre le gré des sujets qu’elle veut soumettre , car les paroles émanant de l’autorité n’ont un sens que dans la mesure où ils sont délibérément reconnus par ceux qui s’y soumettent. Dans la pratique, l’autorité ressemble davantage à un dialogue qu’à un monologue. Lorsqu’on acquiesce à une parole, même à une parole d’autorité, on y consentit donc implicitement.

## Consentement et genre
Selon la philosophe Manon Garcia, sans un « consentement positif » né d’un accord et d’« un "oui" exprimé et enthousiaste », il y a peu de chances que s’établisse un « rapport harmonieux entre hommes et femmes » qui soit « un rapport de deux libertés fraternelles ».

## Consentement et médias
En 1908, Edward S. Herman et Noam Chomsky publient La Fabrication du consentement : De la propagande médiatique en démocratie (Manufacturing Consent: The Political Economy of the Mass Media), un essai qui propose un « modèle de propagande » pour comprendre la mesure dans laquelle « les médias constituent un système qui sert à communiquer des messages et des symboles à la population », et sont les instruments d'une vaste communication idéologique visant notamment à promouvoir le libéralisme économique et à légitimer la politique étrangère des États-Unis. En outre, « le modèle permet de reconstituer par quels processus le pouvoir et l'argent sélectionnent les informations. » Il met aussi en lumière la tendance des médias de masse à ne pas considérer, dans le traitement qu'ils font de l'information, que les victimes d'exactions sont toutes également dignes d'intérêt. L'essai contient une suite d'études de cas portant notamment sur la couverture médiatique de la guerre du Viêt Nam puis des premières élections démocratiques en Amérique Latine dans les années 1980. 
Herman et Chomsky dédient leur essai à Alex Carey, chercheur en psychologie sociale dont les travaux ont inspiré leurs propres recherches sur le modèle de propagande. Le titre est un emprunt direct à l'expression « fabrication du consentement », utilisée pour la première fois par Walter Lippmann en 1922 dans Opinion publique. Quatre ans après sa publication, La Fabrication du consentement a été adaptée au cinéma sous la forme d'un film documentaire, Manufacturing consent: Noam Chomsky and the Media.
Dans La fabrication du consentement, Noam Chomsky et Edward Herman avancent l'idée que les médias diffusent avant tout une propagande au bénéfice d'un groupe de dominants. Loin de constituer un « quatrième pouvoir » en démocratie, la principale fonction des médias est, selon eux, de traiter et de manipuler l'information afin de servir les intérêts des élites politiques et économiques. En outre, ces mêmes élites possèdent et contrôlent les médias, soit directement à travers les financements (possession du capital des entreprises de presse, mais aussi subventions d’État), soit indirectement à travers les sources d'information reconnues par eux-mêmes comme seules officielles et crédibles, constituant ainsi ce qu'on appelle le Parti médiatique. Selon Chomsky et Herman, ce modèle de propagande s'exerce à travers cinq filtres :
1. la dimension économique du média ;
2. le poids de la publicité ;
3. le poids des sources officielles ;
4. les pressions de diverses organisations ou individus sur les lignes éditoriales ;
5. le filtre idéologique de la société (par exemple l'anticommunisme, la guerre contre le terrorisme, etc.)[10].

### Ouvrages
- (en) Tom Beauchamp (en) et Ruth Faden (en), A History and Theory of Informed Consent, New York/Oxford, Oxford University Press, 1986, 392 p.
- Michela Marzano, Je consens, donc je suis…, Paris, Presses universitaires de France, 2006, 261 p.
- Manon Garcia, La Conversation des sexes : philosophie du consentement, Climats, 2021.
- Maxence Christelle, Le Consentement, Humensis, coll. « Que sais-je ? », 2023, 125 p. (ISBN 978-2-7154-1194-4).

### Articles
- Guillaume Bard, « Consentement (GP) », sur encyclo-philo.fr (consulté le 17 octobre 2017).
- (en) John Kleinig, « The Ethics of Consent », Canadian Journal of Philosophy, no 8,‎ 1982, p. 91-118.
- Laetitia Monteils-Lang, « Perspectives antiques sur la philosophie du consentement », Tracés. Revue de Sciences humaines [En ligne], no 14,‎ 2008, p. 31-43 (lire en ligne, consulté le 17 octobre 2017).